# Кільця Нептуна

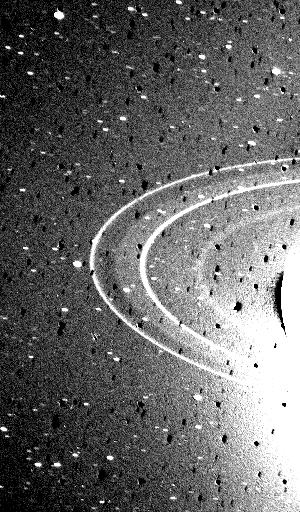
Кільця Нептуна

Кільця Нептуна можуть складатися з крижаних часток, покритих силікатами, або з матеріалу на основі вуглецю, — найімовірніше, це він додає їм червонуватий відтінок.

## Характеристики кілець

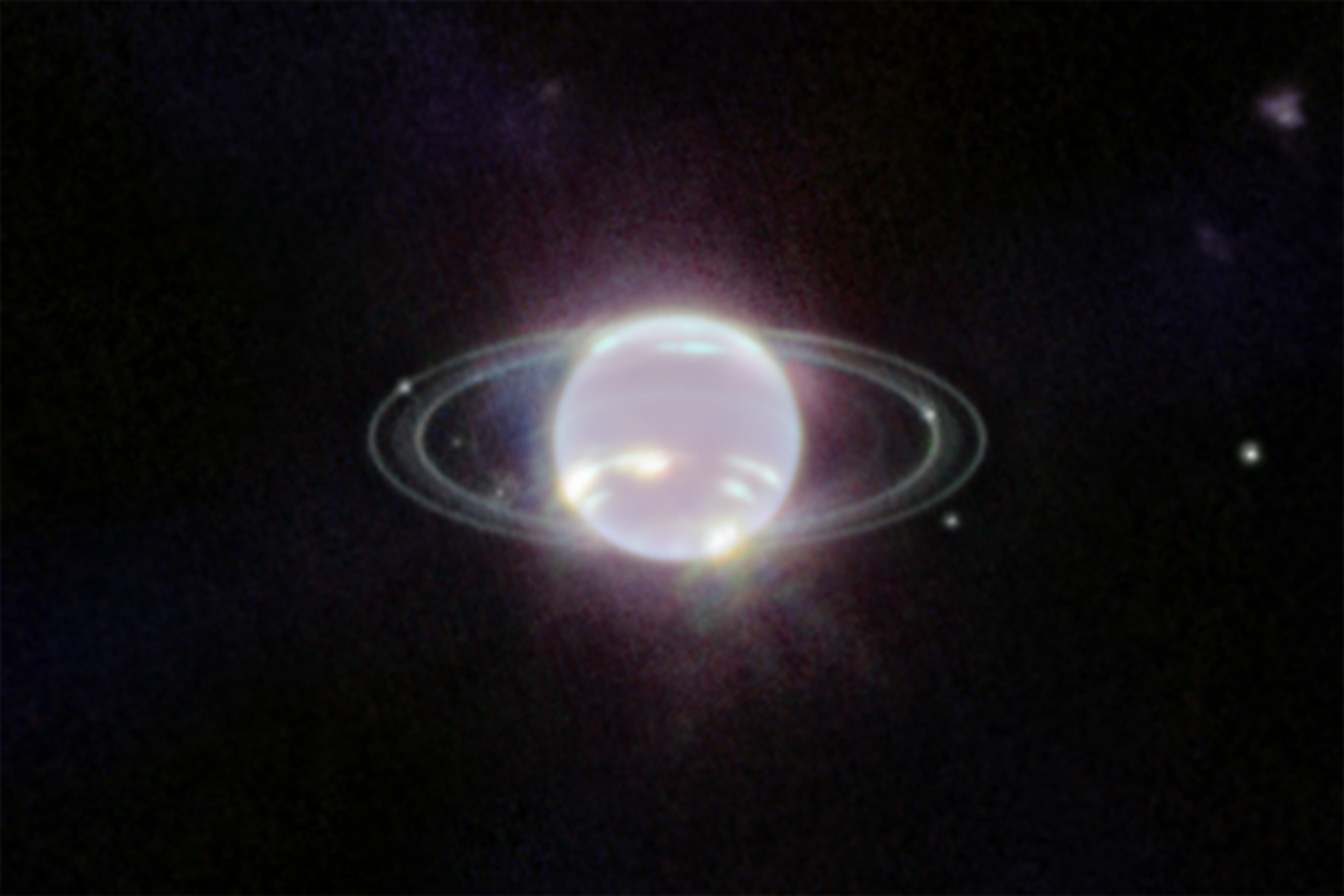
Кільця Нептуна, знімок зроблено інструментом телескопа Джеймса Вебба's NIRCam

Відносно вузьке, крайнє зовнішнє, розташоване в 63 000 км від центра планети — кільце Адамса; кільце Левер'є на відстані 53 000 км від центра та ширше; більш слабке кільце Галле на відстані в 42 000 км. Кільце Араго розташоване на відстані в 57 000 км. Між кільцями Араго і Левер'є розташовується широке кільце Ласселл.
Кільця названі на честь вчених, які зробили вагомий внесок у відкриття та дослідження Нептуна: Джона Адамса, Йоганна Ґалле, Вільяма Ласселла, Урбена Левер'є, Франсуа Араго.
| Назва   | Номер кільця | Відстань від центра Нептуна до початку кільця | Відстань в радіусах Нептуна | Ширина  | Альбедо    |
| ------- | ------------ | --------------------------------------------- | --------------------------- | ------- | ---------- |
| Галле   | 1989N3R      | 41 900 км                                     | 1,692                       | 2000 км | ~15 × 10-3 |
| Левер'є | 1989N2R      | 53 200 км                                     | 2,148                       | 110 км  | ~15 × 10-3 |
| Ласселл | 1989N4R      | 53 200 км                                     | 2,148                       | 4000 км | ~15× 10-3  |
| Араго   | 1989N4R      | 57 000 км                                     | 2,310                       | —       | —          |
| Адамс   | 1989N1R      | 62 930 км                                     | 2,541                       | ~ 50 км | ~15 × 10-3 |

## Відкриття та дослідження
Перше кільце Нептуна було виявлено в 1968 році командою астрономів на чолі з Едвардом Гайненом.
Але пізніше вважалося, що це кільце могло бути неповним, дефектним. Така думка запанувала після спостереження за покриттям кільцями зорі в 1984 році, коли кільця затьмарили зорю під час її входу в тінь, але не вихід з неї. Зображення «Вояджера-2» від 1989 року розв'язали цю проблему, оскільки було виявлено ще кілька слабких кілець, але з досить масивною структурою.
Найвіддаленіше кільце Адамс, як тепер відомо, містить 5 «дужок» під назвою: «Хоробрість», «Liberté», «Egalité 1», «Egalité 2», і «Fraternité» (Свобода, рівність і братерство)

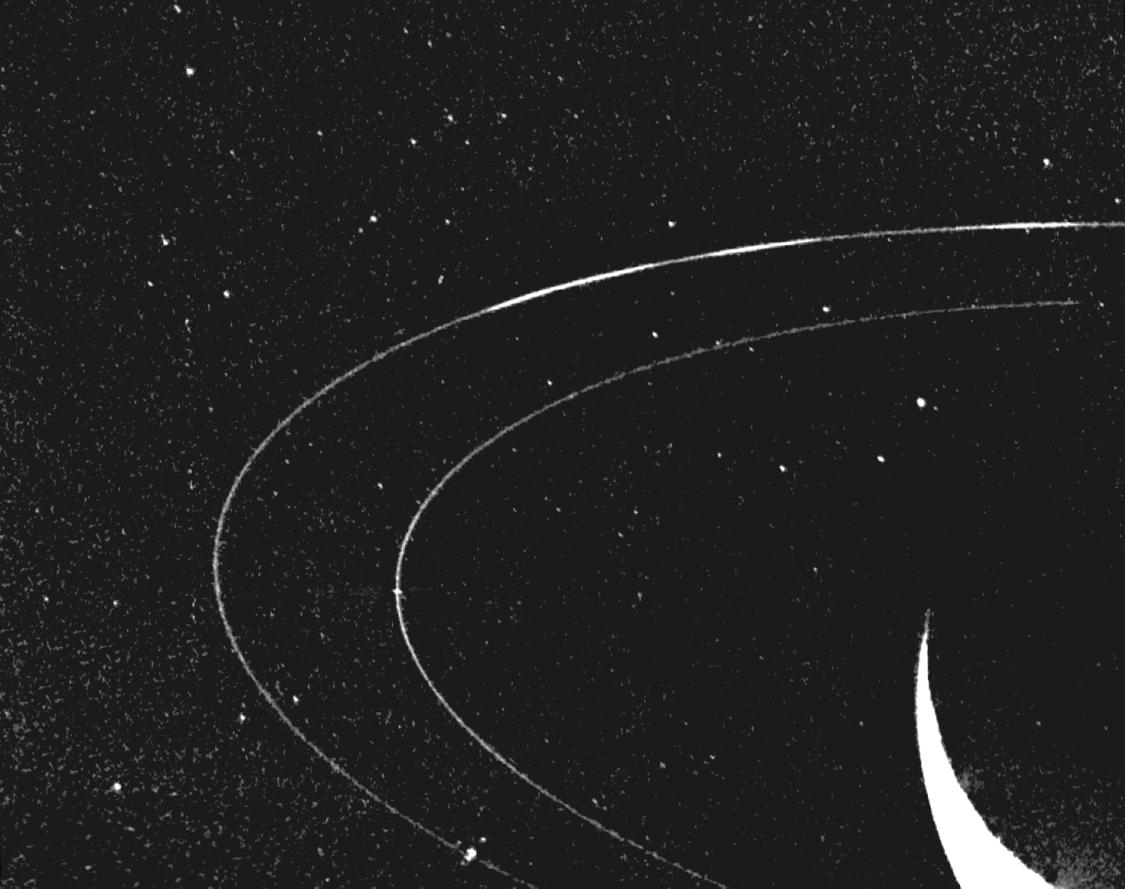
Арки в кільці Адамса (з ліва на право Fraternité, Égalité, Liberté), світла пляма в правому нижньому куті — освітлена частина Нептуна

Наземні спостереження покриття зірок на початку і середині 1980-х років показали присутність часткових кілець (дуг чи арок) на відстані декількох радіусів від центра Нептуна. «Вояджер-2» виявив систему екваторіальних кругових кілець. Із зовнішнього боку цих кілець на відстані 62 900 км від центра планети виявлено три оптично товсті арки протяжністю 4°, 4° і 10° у кільці по довготі. Зараз відомо 5 арок, що називаються: «Хоробрість», «Liberté», «Egalité 1», «Egalité 2», і «Fraternité» (свобода, рівність і братерство). Ймовірно, ці арки спостерігалися під час покриття зірок з Землі.
Яскраві арки Нептуна, по всій видимості, є результатом скупчення льоду, який легше будь-якої породи. Лід добре відбиває світло, тому ми й бачимо їх сяйво. Однак питання полягає в тому, чому арки знаходяться саме там, де вони знаходяться. Початкові гіпотези вказували на те, що арки Нептуна можуть пояснюватися вертикальною складовою в орбіті одного із супутників Нептуна — Галатеї. Орбіта Галатеї проходить між двома зовнішніми кільцями. Галатея обертається навколо Нептуна повільніше, ніж кільця. Раніше вважалося, що ця різниця у швидкості і є причиною виникнення яскравих арок. Річ у тім, що кільця обертаються удвічі швидше, ніж Галатея. Це означає, що у трьох орбіт існує певна точка, де одночасно виявляються арка і супутник. Цю точку астрономи називали «точкою резонансу». Група вчених із Південно-Західного науково-дослідного інституту виявили недавно, що Галатея має ексцентричну орбіту. Тепер астрономи впевнені, що саме це є причиною виникнення яскравих арок Нептуна.
Проте нові дослідження показують, що вплив гравітації Галатеї недостатній для того, щоб утримувати матеріал кілець у тому становищі, у якому вони є зараз. Спостережувані результати можна пояснити присутністю ще одного супутника Нептуна, який може мати досить малий розмір (до 6 км), і внаслідок цього може бути ще не відкритим. Спостереження з поверхні Землі, опубліковані у 2005 році, показали, що кільця Нептуна набагато менш стабільні, ніж вважалося раніше. Зображення, отримані Обсерваторією Кека (Гавайські острови) у 2002 і 2003 роках, показують значні зміни порівняно із зображеннями «Вояджера-2». Зокрема, здається, що дуга «Liberté» може зникнути лише через століття
Альбедо всіх кілець дуже низька (менше 10 %). Кільця не відображають радіохвилі і виглядають значно яскравіше у розсіяному, ніж у відбитому світлі.